# القشعة (الصومعة)

تعديل مصدري - تعديل

القشعة هي إحدى قرى عزلة ال الثرياء بمديرية الصومعة التابعة لمحافظة البيضاء، بلغ تعداد سكانها 307 نسمة حسب تعداد اليمن لعام 2004.